# Amygdalus texana
Amygdalus texana là loài thực vật có hoa trong họ Hoa hồng. Loài này được (D. Dietr.) W. Wright mô tả khoa học đầu tiên năm 1913.